# Koshō
Koshō (小姓) é o cargo dos garotos que faziam assistência pessoal aos samurais, agindo como ajudantes, secretários e defendendo a vida de seus mestres. Por sempre andar junto com seus mestres, os koshō aprendiam também os segredos e técnicas de seus mestres, sendo, deste modo, também aprendizes de samurai. Koshō também grafado como 小性 em algumas fontes. O termo koshō é derivado de 扈従 (koshō, lit. "acompanhante de um nobre).

## História
Desde a Idade Média os koshō têm servido como ajudantes dos samurais e exercido várias funções, porém, na Era Sengoku, eles também desempenhavam papel secretário particular. Era requirido que estes possuísem maneiras de primeira classe e conhecessem artes militares, mas seu papel principal era defender seus mestres, mesmo que sacrificando a própria vida. Alguns koshōs tinha pápeis tão ativos que continuavam ajudando seu mestre depois de adulto. Hideyoshi Toyotomi e Ieyasu Tokugawa tomaram virtuamente filhos de daimyos sob o pretexto de os transformarem koshō.
Durante o Período Edo, os koshōs faziam pequenas tarefas para o shogun, como instruído pelo wakadoshiyori. Sob o sistema ocupacional do shogunato Tokugawa e seus daimiôs dos hans, o papel secretário era feito pelo sobayōnin (側用人), sobashū (側衆), kinjū-shuttōyaku (近習出頭役) e goyō-toritsugiyaku (御用取次役), e o papel principal do koshō se tornou a meditação para o dia-a-dia de mestre e trabalhar perto dele. Mas seu papel mais importante, sob pretexto, foi a guarda do shogun ou dos senhores de hans.
Konandoyaku (小納戸役) era a ocupação de quem fazia trabalhos remotos como subordinados dos koshōs pois o koshō tinha que estar sempre ao lado de seu mestre.
Alguns senhores feudais escolhiam jovens samurais imediatamente depois da cerimônia do genpuku (元服) para koshō e os educavam como próprio subordinado fiel no futuro.
Em muitos casos, por exemplo, o primeiro filho do eidai-garō (永代家老) era adotado primeiramente como koshō, através do yōnin (用人) (ou um aprendiz de karō), e finalmente se tornavam o próximo karō.
E, os filhos de altos vassalos eram marcados como koshō, em heyazumi-mibun (部屋住み身分) como empregados ou companheiros de um príncipe de senhor de han.
Alguns clãs de senhores de han proibiam os koshōs de manter contato com outros clãs incluindo o próprio clã do kosho, pois os koshōs tinham servido bem de perto seu senhor então ele sabia de muitos segredos do seu han.
Em muitos casos de taishin-hatamoto (um hatamoto é quem possuía muitos vassalos) os segundos ou terceiros filhos que não podem ser adotados por outro clã se tornavam chūgoshō (中小姓) (chūoku-goshō (中奥小姓)) como novo vassalo do seu clã. Nos mesmos casos dos daimyos, contudo, eles não podiam se tornar koshō mas kyujin.
Os segundos ou terceiros filhos de um samurai pobre eram vendidos ao templo para estudo, e eles cuidavam dos sacerdotes como tera-koshō (寺小姓).
Geralmente, quando se tornavam adultos (na idade de 18 ou 19 anos), alguns Koshō pegavam o dinheiro que tinham acumulado e compravam o status de ashigaru dos gokenin. Também, os tera-koshō 寺小姓 (tera-koshō) deixavam os templos recebendo sua emancipação e iam se juntar a esposa e filhos ou iam constituir família, isso porque, muitos dos tera-koshō eram filhos de um casamento não-oficial e, portanto, não eram reconhecidos como samurais tendo de se tornar agricultores ou cidadãos comuns.

## Homossexualidade
Alguns koshōs eram parceiros para a homossexualidade de seus mestres, sob o shudō (geralmente, os koshō que faziam esses serviços eram chamados de ko-gosho (児小姓). Entretanto, essa prática não era regra). No Período Sengoku, os samurais escolhiam belos koshō e mantinham várias relações sexuais, que incluíam sexo anal, para emanar o seu desejo sexual durante as batalhas.
Durante a Era Sengoku, os senhores e seus koshōs que tinham relações de shudō incluíam:
- Descoberto em uma carta
  - Shingen Takeda e Masanobu Kōsaka
  - Masamune Date e Sakujūrō Tadano
- Evidenciado em fontes secundárias
  - Kenshin Uesugi e Kanetsugu Naoe
  - Kagekatsu Uesugi e Naganori Kiyono
  - Nobunaga Oda e Toshiie Maeda
  - Masamune Date e Shigenaga Katakura
- Rumores de relacionamento
  - Iemitsu Tokugawa e Masamori Hotta
  - Tsunayoshi Tokugawa e Yoshiyasu Yanagisawa

Os tera-koshō também, assim como no caso dos samurais, eram usados pelos mongens para ter relações sexuais como válvula de escape para burlar a regra do nyobon (女犯), a castidade de relações sexuais com mulheres exigida pelo budismo.

## Koshōs notáveis
Dentro dos parênteses está o nome do mestre (ou senhor).
- Toshiie Maeda - (Nobunaga Oda)
- Hidemasa Hori - (Nobunaga Oda)
- Naritori Mori - (Nobunaga Oda)
- Masanobu Kōsaka - (Nobunaga Oda)
- Kojūrō Katakura - (Terumune Date)
- Mitsunari Ishida - (Hideyoshi Toyotomi)
- Kanetsugu Naoe - (Kenshin Uesugi)
- Naganori Kiyomi - (Kagekatsu Uesugi)
- Naomasa Ii - (Ieyasu Tokugawa)
- Nobutsuna Matsudaira - (Ieyasu Tokugawa)
- Mitsuyoshi Yagyū - (Ieyasu Tokugawa)
- Yoshiyasu Yanagisawa - (Tsunayoshi Tokugawa)
- Okitsugu Tanuma - (Ieshige Tokugawa)
- Ishimura - (Toshizō Hijikata)
- Hideo Takamine - (Katamori Matsudaira)
- Naofumi Tatsumi - (Sadaaki Matsudaira)